# アンディ・キャロル
アンドリュー・トーマス・”アンディ”・キャロル（Andrew Thomas "Andy" Carroll, 1989年1月6日 - ）は、イングランド・タイン・アンド・ウィア州ゲーツヘッド出身のサッカー選手。FCジロンダン・ボルドー所属。元イングランド代表。ポジションはFW。

## クラブ経歴

### ニューカッスル

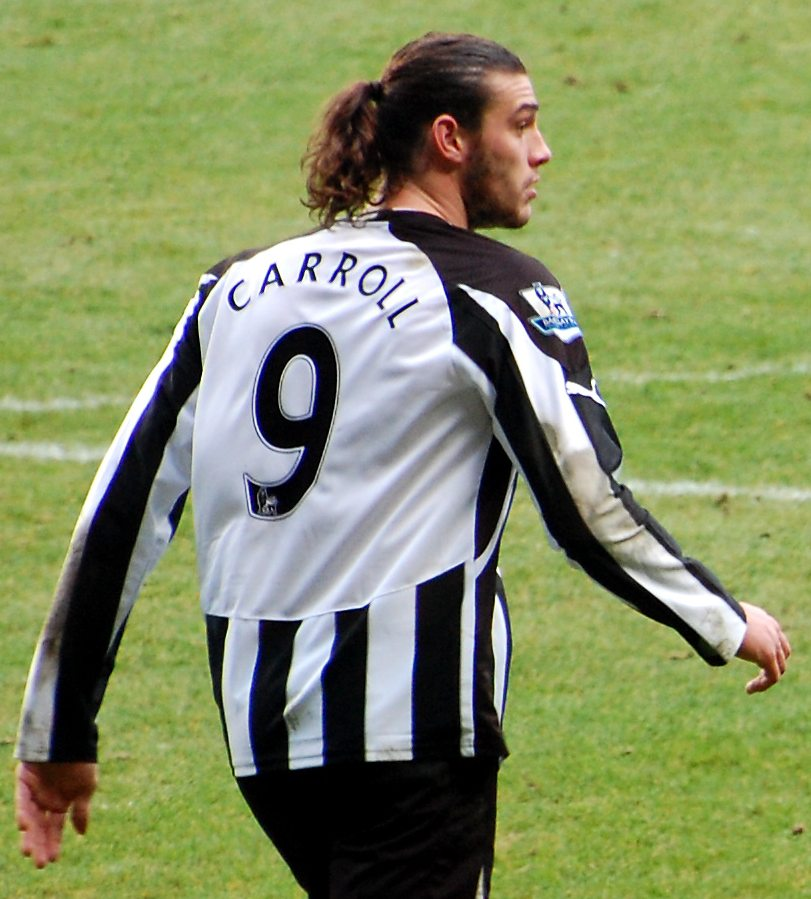
ニューカッスル時代のキャロル

2005年にニューカッスル・ユナイテッドFCのユースチームでキャリアをスタートさせ、2006年にトップチームに昇格した。17歳と300日でUEFAカップのUSチッタ・ディ・パレルモ戦でデビュー。ニューカッスルの選手史上最年少のトップチームデビューであった。
2007年にはプレストン・ノースエンドFCにレンタル移籍した。翌2008-09シーズンにニューカッスルへ復帰するも、主にリザーブチームでのプレーが中心だった。このシーズン、チームはフットボールリーグ・チャンピオンシップへ降格し、マイケル・オーウェン、オバフェミ・マルティンス、マーク・ヴィドゥカといった当時の主力フォワードが移籍。これを境に、2009-10シーズンからはショラ・アメオビやペーター・レーヴェンクランズとコンビを組みレギュラーとしてプレー。チャンピオンズシップ優勝の立役者となり、自身も17得点と大暴れした。
2010-11シーズンからはニューカッスルのレジェンド、アラン・シアラーが着けた背番号「9」を着けることとなり、2010年10月には、新たに2015年までの5年契約を結んだ。プレミアリーグに昇格してもその得点力は通用し、前半戦だけで得点ランク3位の11得点を挙げた。

### リヴァプール
2011年1月31日にチェルシーFCに移籍したフェルナンド・トーレスと入れ替わるようにしてリヴァプールFCにイギリス人選手として最高額、また全てのサッカー選手のうち史上8番目に高い移籍金3500万ポンド（約45億円）で移籍した。
移籍前から負傷しており、怪我のためデビューは遅れたが、3月6日のマンチェスター・ユナイテッドFC戦において、後半途中から出場しデビューを果たした。4月11日のマンチェスター・シティFC戦では移籍後初ゴールを含む2得点を挙げ、チームの勝利に貢献した。

### ウェストハム
2012年8月31日、ウェストハム・ユナイテッドFCへレンタル移籍。2013年6月19日、ウェストハムへ6年契約で完全移籍。2016年4月9日アーセナル戦ではハットトリックを達成した。2016年4月20日のワットホード戦で、自身初のプレミアリーグ3試合連続ゴールを記録した。2017年1月14日のクリスタル・パレス戦でバイシクルシュートを決め勝利に貢献、このゴールがプレミアリーグ1月の最優秀ゴールに選ばれた。2017年4月1日のハル戦でプレミアリーグ50得点を達成した。

### ニューカッスル復帰以降
2019年8月8日、ニューカッスル・ユナイテッドFCと1年契約を結び、8年半ぶりの復帰となった。2019-20シーズンはノーゴールに終わり、2021年1月3日のレスター戦でようやく復帰後初ゴールを決めた。
2021年11月15日、レディングFCに移籍した。
2022年1月28日、ウェスト・ブロムウィッチ・アルビオンFCにシーズン終了までの契約で移籍した。
2022年9月15日、レディングに復帰した。
2023年1月FAカップ4回戦、マンチェスター・ユナイテッド戦でクリスティアン・エリクセンに悪質なタックル見舞い、負傷させ、長期離脱を強いる見込みとなった。
2023年9月1日、アミアンSCに移籍した。
2024年9月18日、FCジロンダン・ボルドーに移籍。

## 代表経歴
2007年にベラルーシ戦でU-19イングランド代表デビューし、デビュー戦でゴールをあげた。U-21イングランド代表にも選出され、マケドニア戦で2ゴールをあげている。2010年にはイングランドのA代表に飛び級で選出され、11月17日のフランスとの親善試合でA代表デビューを果たした。代表2試合目となった2011年3月29日のガーナ戦で、代表初ゴールを挙げた。UEFA EURO 2012のメンバーに選ばれ、スウェーデン戦でヘディングによる先制点を決めた。

## プレースタイル
プレースタイルの相似からニューカッスルのレジェンドであるアラン・シアラーと比較される。古典的な9番のCFで、強靭なフィジカルに加え、左足での強力なシュート、絶対的なヘディングの強さを併せ持っている。ボールのキープも上手い。しかし足元のプレーは苦手としている。ケビン・キーガンは、「私が今まで見てきた選手でも3本の指に入る」と絶賛している。
「プレミアリーグで最も魅力的なストライカーである」と対戦した監督から賞賛されることも少なくない。

## 人物
ピッチ外では問題児として知られている。2007年、U-19イングランド代表の遠征（対ルーマニア戦）で外出禁止令を破って遊びに出ていたため、自宅に強制送還されている。また、クラブでのトレーニング中にチームメイトのシャルル・ヌゾクビアが後方から危険なタックルをしてきたと怒り、取っ組み合いの喧嘩を起こした。2009年12月にはナイトクラブでキャロルの隣にいた男女が口論を始め、男が女性にグラスの水を浴びせたため、その男の顔にグラスを叩きつけ、騒動を起こし1000ポンドの罰金刑を受けた 。
2010年3月にはスティーヴン・テイラーと練習前に殴り合いの喧嘩を起こし、手を痛め全治2週間の怪我を負った（テイラーは顎を骨折）。一部のメディアでは女性問題が絡んでいると見ており、テイラーがキャロルの恋人に手を出したのではないかと噂されている。怪我の治療期間中、手に包帯をして元気に50セントのライブではしゃいでいるところを撮られている。また、以前のガールフレンドに暴力をふるったとして逮捕されたが、キャロルが他の女性といるところを目撃して元ガールフレンドが暴れた故の正当防衛であると判断され主将であるケヴィン・ノーランと同居することを条件に保釈された。しかし同居中、ノーランの家にあったキャロルの車が燃やされてしまい、ノーラン宅の車庫には卑猥な言葉が落書きされていた。また、出身がほど近いシェリル・コールのファンであり、「ジョーディー（イギリス北東部の訛り）の女の子が好きなんだ。もし彼女とディナーできたら、俺が彼女に見合う男だって証明する自信があるよ」とコメントしている。なお、独身であるが以前のガールフレンドとの間に、2009年9月に生まれた娘が1人いる。

## タイトル

### クラブ
ニューカッスル・ユナイテッドFC
- フットボールリーグ・チャンピオンシップ 2009-10

リヴァプールFC
- EFLカップ 2011-12

### 個人
- PFA年間ベストイレブン 2009-10